# Derris utilis
Derris utilis är en ärtväxtart som först beskrevs av Albert Charles Smith, och fick sitt nu gällande namn av Adolpho Ducke. Derris utilis ingår i släktet Derris och familjen ärtväxter. Inga underarter finns listade i Catalogue of Life.